# Diecezja Hoima
Diecezja Hoima – diecezja rzymskokatolicka w Ugandzie. Powstała w 1965.

## Biskupi diecezjalni
- bp Vincent Kirabo Amooti (od 2015)
  - bp Lambert Bainomugisha – administrator sede plena 2009-2015
- bp Deogratias Muganwa Byabazaire (1991 – 2014)
- bp Albert Edward Baharagate (1969 – 1991)
- bp Cipriano Biyehima Kihangire (1965 – 1968)